# Petrie
Petrie is een plaats in de Australische deelstaat Queensland en telt 8566 inwoners (2006).